# Comté de Bellingen
Pour les articles homonymes, voir Bellingen.
Le comté de Bellingen (en anglais : Bellingen Shire) est une zone d'administration locale située dans l'État de Nouvelle-Galles du Sud en Australie. 

## Géographie
Le comté s'étend sur 1 602 km2 dans la région de Mid North Coast dans le nord-est de la Nouvelle-Galles du Sud. Il est bordé à l'est par la mer de Tasman et est traversé par la Pacific Highway, la Waterfall Highway et la North Coast Railway.
Le comté abrite la ville de Bellingen, son chef-lieu, ainsi que les localités de Dorrigo, Mylestom et Urunga.

## Démographie
| 2001   | 2006   | 2011   | 2016   | 2021   |
| ------ | ------ | ------ | ------ | ------ |
| 12 171 | 12 416 | 12 518 | 12 668 | 13 253 |

## Politique et administration

### Administration locale
Le conseil comprend un maire, élu directement, et six autres membres, élus au scrutin proportionnel, pour un mandat de quatre ans. À la suite des élections du 4 décembre 2021, le conseil est formé de cinq indépendants et deux verts. Les dernières élections ont eu lieu le 14 septembre 2024.

### Liste des maires
| Période         | Période      | Identité      | Étiquette   | Qualité |
| --------------- | ------------ | ------------- | ----------- | ------- |
| septembre 2016  | janvier 2022 | Dominic King  | Verts       |         |
| 25 janvier 2022 | en fonction  | Stephen Allen | Indépendant |         |

### Circonscriptions électorales
La zone est rattachée à la circonscription de Cowper pour les élections fédérales et à celles de Coffs Harbour et Oxley pour les élections à l'Assemblée législative de Nouvelle-Galles du Sud.